# Liste des crimes capitaux en France en 1980
Cet article énumère les crimes qui étaient passibles de la peine capitale en France dans l'ancien Code pénal et l'ancien Code de justice militaire, et ceci avant l'abolition de la peine de mort fin 1981.

## Évolution au cours du temps

### Ancien Régime
Sous l'Ancien Régime, la peine de mort était encourue pour 115 crimes et principalement dans les cas de crimes intéressant la sureté du royaume, tels que l'attentat envers les vies des personnes du roi et de ses enfants, le péculat, le faux-monnayage, l'organisation d'armées privées ou la fortification illégale de bâtiments, les crimes envers la moralité ou la religion tels que le blasphème, l'hérésie, la sorcellerie, le « crime contre nature » (comportements sexuels perçus comme contraire à la morale tel que la zoophilie ou l'homosexualité) ou le sacrilège, les crimes contre la personne tels que le meurtre, le parricide, le viol, le complot de commettre un assassinat ou des voies de fait, les crimes contre la propriété tels que l'incendie, le vol commis par un domestique, par effraction ou commis dans des hôtels des Monnaies ; divers crimes tels que la désertion, la contrebande armée ou le duel, emportaient aussi la peine de mort; cependant la peine de mort n'était pas, dans les faits, exécutée pour tous ces crimes.
Dans une telle société d'ordres, l’exécution de la peine dépend de la position du coupable : ainsi les nobles étaient décapités et les roturiers pendus. Elle dépendait aussi du crime : les faux-monnayeurs étaient ébouillantés dans de l'huile bouillante, les voleurs domestiques pendus, les meurtriers roués, les hérétiques et les sacrilèges brûlés et les régicides étaient écartelés.

### Révolution
Les autorités révolutionnaires, dans leur travail de réorganisation du pays, maintiennent dans le code pénal de 1791 la peine de mort pour les cas de trahison, de rébellion, d'actes attentatoires contre la représentation nationale, la destruction par le feu ou par explosifs de bâtiments appartenant à l'État, le faux-monnayage, le parricide, l’empoisonnement et l'assassinat, certaines voies de fait aggravées de préméditation ou de guet-apens, la castration ou l'incendie volontaire. Pendant la Terreur, d'autres textes autonomes créent d'autres crimes capitaux telle que l'émigration.
La peine de mort devait être appliquée, par souci d'humanité et d'égalité, par décapitation et, plus spécialement, par l'intermédiaire de la guillotine.

### XIXesiècle
La liste des crimes capitaux est à peu près constante dans le Code pénal de 1810 : les principaux champs sont les crimes contre l'État tels que le lèse-majesté (l'attentat envers la vie ou la personne de l'Empereur), le port d'armes contre la France par un Français, l'insurrection, la fabrication de faux billets de banque ou de fausses pièces d'or et d'argent ou l'intelligence avec des puissances étrangères en vue de déclencher une guerre contre la France, les crimes contre l'ordre social tels que l'assassinat, l'empoisonnement ou le parricide, et enfin ceux contre la propriété tels que l'incendie de bâtiments et de récoltes et le vol nocturne avec effraction en réunion armée; la tentative, complicité et le recel d'un crime capital sont aussi punis de mort ainsi que le fait, pour une personne déjà condamnée pour crime, de commettre un crime puni des travaux forcés à perpétuité; les crimes contre l'État emportent confiscation de tous les biens du coupable.
Cependant l’héritage de l'Ancien Régime peut aussi être perçu par le fait que le parricide et, par renvoi, le lèse-majesté sont punis de l'amputation préalable du poing.
En 1815, la Charte constitutionnelle supprima la confiscation des biens de l'arsenal pénal.
Le 10 avril 1825, le crime de piraterie devient capital. Cette même année, celui de sacrilège, soit la profanation des vases sacrés dans les églises, est puni de mort si la profanation a été commise publiquement ou si les vases renfermaient des espèces consacrées selon la loi sur le sacrilège du 20 avril de cette année.
En 1832, afin de lutter contre les acquittements de sympathie, les circonstances atténuantes, d'abord limitées en 1824, année de leur création, à certains crimes tels que l'infanticide, sont étendues à tous les crimes. Cette même année, la peine de mort est supprimée pour les crimes de faux-monnayage, de vol aggravé, de recel de crime capital et pour certains incendies volontaires.
Le 15 juillet 1845, le déraillement volontaire d'un train causant la mort devient capital.
En 1850, la peine de mort est remplacée pour les crimes politiques par la déportation en enceinte fortifiée.
Le 2 avril 1892, sous l’influence des attentats anarchistes, le dépôt d'engins explosifs sur les voies publiques est puni de mort, par assimilation à la tentative de meurtre prémédité.

### XXesiècle
Le 21 novembre 1901, l'infanticide commis par la mère n'est plus puni de mort, et est, pour les autres, puni comme meurtre simple si absence de préméditation.
Le 14 janvier 1937, l'enlèvement d'un enfant est puni de mort en cas de décès de la victime.
Le 17 juin 1938 et 29 juillet 1939, la trahison et l'espionnage deviennent crimes capitaux sous l'influence du climat international tendu. Le pillage de maisons évacuées devient également puni de mort le 2 septembre 1939.
L'incendie ayant causé la mort ou des blessures corporelles le 30 mai 1950, le vol à main armée de jour et par une seule personne le 23 novembre 1950,, et les coups et blessures envers des mineurs de 15 ans ayant causé leur mort ou avec intention de la causer le 13 avril 1954 deviennent capitaux.
La peine de mort est rétablie en matière politique le 4 juin 1960. C'est la dernière évolution de la liste des crimes capitaux jusqu'en 1981.

## Code pénal

### Dispositions préliminaires
- Tentative de commission d'un crime puni de mort (art. 2)

### Personnes punissables, excusables ou responsables pour crimes ou pour délits
- Complicité de commission d'un crime puni de mort (art. 59)

### Crimes contre la sûreté de l'État
- Trahison (ne pouvant être commise que par des Français ou par des militaires ou marins au service de la France).
  - En temps de paix ou de guerre (art. 70) :
    - Port d'armes contre la France ;
    - Intelligences avec une puissance étrangère ;
    - Livraison de troupes, de territoire ou de matériel stratégique à une puissance étrangère ;
    - Sabotage de matériel ou d'installations utiles à la défense nationale.

  - En temps de guerre (art. 71) :
    - Enrôlement militaire ou intelligences avec des puissances étrangères ;
    - Entraves à la circulation du matériel militaire ;
    - Entreprise de démoralisation de l'armée ou de la nation.

  - Livraison à une puissance étrangère, prise de possession en vue de la livraison à l'étranger ou destruction volontaire en vue de favoriser une puissance étrangère de renseignements, d'objets, de documents ou de procédés tenus secrets dans l'intérêt de la défense nationale (art. 72).
- Espionnage (art. 73) (ne pouvant être commis que par des étrangers) :
  - Actes visés identiques à ceux qualifiés de trahison à l'exception du port d'armes contre la France.

### Atteintes à l'autorité de l'État et à l'intégrité du territoire, avec usage d'armes
- Une de ces infractions si elle est exécutée ou simplement tentée avec usage d'armes (art. 91) :
  - Attentat tendant à changer ou à détruire le régime constitutionnel, à exciter les citoyens à la guerre civile ou à porter atteinte au territoire national (art. 86) ;
  - Atteinte à l'intégrité du territoire national (art. 88) ;
  - Levée illégale de troupes (art. 89) ;
  - Exercice illégal d'un commandement militaire (art. 90).

### Atteintes à la paix intérieure
- Attentat tendant à répandre le massacre ou la dévastation dans une ou plusieurs communes (art. 93)
- Organisation et commandement de bandes armées en vue de troubler l'État par l'un des crimes prévus aux articles 86 et 93 ou d'envahir, de piller ou de partager des propriétés publiques ou privées ou encore en vue de faire attaque ou résistance envers la force publique agissant contre les auteurs de ces crimes (art. 95)

### Participation à un mouvement insurrectionnel
- Participation à un mouvement insurrectionnel avec usage d'armes (art. 98)
- Organisation et direction d'un mouvement insurrectionnel (art. 99)

### Crimes contre les personnes
- Coups ou blessures avec intention de donner la mort à un magistrat, officier ministériel, agent de la force publique ou citoyen chargé d'un ministère de service public dans l'exercice ou à l'occasion de l'exercice de leurs fonctions (art. 233)
- Assassinat ; parricide ; empoisonnement ; infanticide prémédité commis par une personne autre que la mère (art. 302)
- Crimes avec tortures ou actes de barbarie (art. 303)
- Meurtre concomitant avec un autre crime ou connexe à un autre crime ou délit (art. 304)
- Violences ou privations pratiquées sur un mineur de quinze ans avec l'intention de provoquer sa mort ou violences ou privations habituelles ayant entraîné la mort même sans intention de la donner (art. 312)
- Imputabilité des crimes et délits commis en réunion séditieuse, avec rébellion ou pillage, aux chefs, auteurs, instigateurs et provocateurs de ces réunions, rébellions ou pillages (art. 313)
- Castration ayant entraîné la mort dans un délai de quarante jours (art. 316)
- Tortures corporelles à des personnes arrêtées, détenues ou séquestrées illégalement (art. 344)
- Enlèvement d'un mineur de quinze ans s'il a entraîné sa mort (art. 355)
- Faux témoignage ayant entraîné une condamnation à mort (art. 361)

### Crimes contre la propriété
- Vol à main armée (art. 381)[14] :
  - Vol avec port d'arme apparente ou cachée ;
  - Vol en réunion dans les cas où une arme était présente dans un véhicule motorisé ayant assuré le transport ou la fuite du groupe.
- Incendie volontaire, dans certains cas (art. 434) :
  - Incendie volontaire de maisons, navires, bateaux habités ou servant à l'habitation ;
  - Incendie volontaire ayant entraîné la mort ou des infirmités permanentes chez une ou plusieurs personnes.
- Crimes liés à l'usage d'explosifs (art. 435) :
  - Destruction volontaire par explosifs d'édifices, habitations, navires, véhicules de toute sorte, selon les mêmes distinctions qu'à l'article 434 ;
  - Dépôt d'engins explosifs sur une voie publique ou privée.
- Destruction volontaire d'édifices, ponts ou constructions lorsqu'il y a eu homicide (art. 437)

## Code de justice militaire
- Désertion à bande armée si les coupables ont emporté une arme ou des munitions (art. 388)
- Désertion à l'ennemi (art. 389)
- Désertion avec complot en présence de l'ennemi (art. 390)
- Mutilation volontaire en présence de l'ennemi (art. 398)
- Capitulation contraire à l'honneur (art. 401)
- Trahison (art. 403)
- Complot militaire, dans certains cas (art. 404)
- Violences sur un blessé, un malade ou un naufragé en vue de le dépouiller (art. 408)
- Destructions (art. 411-412)
- Révolte en temps de guerre (art. 424)
- Refus d'obéissance en présence de l'ennemi (art. 428)
- Application éventuelle des dispositions du Code pénal en cas de voies de fait et outrages à subordonné (art. 440 et 442)
- Non-accomplissement volontaire d'une mission relative à des opérations de guerre (art. 446)
- Abandon précipité par son commandant d'un bâtiment ou d'un aéronef militaire (art. 452)
- Abandon de poste en présence de l'ennemi (art. 453)

## Autres textes
- Loi du 10 avril 1825 sur la sûreté de la navigation et du commerce maritime [3] réprimant les actes de piraterie :
  - Violences à main armée envers un autre navire dans l'un des deux cas suivants :
    - Par commandant de navire ;
    - Suivies de mort ;

  - Prise de commandement du navire dans l'un des deux cas suivants :
    - Avec mort d'homme ;
    - Par officier avec violence ou fraude.

  - Livraison du navire à l'ennemi par un membre de l'équipage ;
  - Piraterie envers un navire français par commandement français de navire étranger.
- Loi du 15 juillet 1845 sur la police des chemins de fer : déraillement volontaire d'un train s'il y a eu homicide[6].
- Loi du 17 décembre 1926 portant Code disciplinaire et pénal de la marine marchande : application des articles 434 et 435 du Code pénal en cas d'échouement, perte ou destruction volontaire de navire[15].
- Décret-loi du 1er septembre 1939 réprimant le pillage en temps de guerre :
  - Crimes de pillage prévus par les articles 440, 441 et 442 du Code pénal ;
  - Vols commis dans une maison d'habitation ou dans un édifice évacués par leurs occupants par suite d'événements de guerre.
- Ordonnance du 28 août 1944 relative à la répression des crimes de guerre : poursuite devant les tribunaux militaires français des nationaux ennemis et des agents non français au service de l'administration ou des intérêts ennemis, coupables de crimes ou délits, lorsque notamment, ces infractions, « même accomplies à l'occasion ou sous le prétexte de l'état de guerre, ne sont pas justifiées par les lois et coutumes de la guerre » ; adaptation ou extension de certaines incriminations déjà contenues dans le Code pénal ou dans le Code de Justice militaire à des faits particulièrement graves que les rédacteurs des anciens textes n'avaient pas prévus[16] :
  - Exposition dans les chambres à gaz, empoisonnement des eaux ou denrées consommables, dépôt, aspersion ou utilisation de substances nocives destinées à donner la mort (assimilés à l'empoisonnement de l'art. 301 du Code pénal) ;
  - Mise à mort par représailles (assimilée à l'assassinat).

## Liens
- Rapport sur le projet de loi portant abolition de la peine de mort
- Site de la Documentation Française
- « L’évolution de la pratique : l’application de la peine capitale », sur Criminocorpus